# Ibi Zoboi
Ibi Zoboi là một tác giả người Mỹ gốc Haiti của các quyển tiểu thuyết thanh niên. Cô được biết đến nhiều nhất với cuốn tiểu thuyết dành cho thanh thiếu niên American Street, từng được vào chung kết Giải thưởng Sách quốc gia dành cho Văn học thiếu niên năm 2017.

## Thơ ấu
Zoboi di cư từ Port-au-Prince với mẹ cô lúc bốn tuổi và lớn lên ở Bushwick, Brooklyn, vào những năm 1980.

## Sự nghiệp
Zoboi bắt đầu sự nghiệp viết lách của mình với tư cách là một phóng viên điều tra và làm việc cùng với những người khác trong đó có Octavia Butler. Khi làm việc cho MFA của mình ở nội dung tác phẩm cho trẻ em và thanh thiếu niên, cô đã được chọn là người vào chung kết New Visions Award trước khi xuất bản cuốn tiểu thuyết đầu tay của mình.
Cuốn tiểu thuyết đầu tay của cô là American Street, kể về một thiếu niên Haiti có mẹ bị giam giữ khi lần đầu tiên di cư sang Mỹ, khám phá chủ nghĩa hiện thực kỳ diệu, nhập cư và văn hóa voodou, tất cả dựa trên kinh nghiệm của tác giả với tư cách là một người nhập cư Mỹ gốc Haiti. Nó được xuất bản bởi Balzer + Bray vào năm 2017. American Street được chọn vào chung kết National Book Award hạng mục Văn học thiếu niên năm 2017. Quyển sách đã nhận được các đánh giá được đánh dấu sao từ Kirkus, Nhà xuất bản Weekly, Danh sách sách, Bản tin của Trung tâm sách thiếu nhi, và Tạp chí thư viện trường học. Cuốn tiểu thuyết lấy bối cảnh ở Detroit, Michigan vì cô muốn câu chuyện được kể theo kinh nghiệm của mình ở Bushwick vào những năm 1980. Detroit ngày nay là một nơi tương tự như Bushwick, Brooklyn vào những năm 80.
Cuốn tiểu thuyết dành cho thanh thiếu niên thứ hai của cô, Pride, là một bản kể lại của Pride and Prejudice, với sự xuất hiện của hai thiếu niên da đen và lấy bối cảnh ở Brooklyn đương đại. Tác phẩm liên quan đến những cảm xúc mâu thuẫn của năm chị em thiếu niên người Haiti-Dominica sống ở Brooklyn khi một gia đình da đen giàu có với những cậu bé tuổi teen chuyển đến ở bên cạnh. Pride đã được Balzer + Bray xuất bản vào năm 2018 và nhận được đánh giá có sao từ Thư viện trường học Journal  và Publishers Weekly.
Zoboi đã biên tập tuyển tập truyện cho thanh thiếu niên Black Enough: Stories of Being Young & Black in America, được xuất bản năm 2019 bởi Balzer + Bray. Black Enough nhận được các đánh giá được đánh dấu sao từ Nhà xuất bản Hàng tuần, Kirkus Reviews và Booklist.
Truyện ngắn và tiểu luận của Zoboi cũng đã xuất hiện trong nhiều tuyển tập.